# Per Ahlmark
Per Axel Ahlmark (Estocolmo; 15 de enero de 1939-Skarpnäck; 8 de junio de 2018) fue un escritor, poeta y político sueco.

## Primeros años y educación
Ahlmark nació en Estocolmo, Suecia, como hijo del profesor de medicina Axel Ahlmark y del dentista Gunvor Berglund. Completó la educación secundaria superior en el Södra Latin de Estocolmo. y se licenció en Ciencias Políticas en la Universidad de Estocolmo en 1964.

## Carrera política
Fue líder del Partido Popular Liberal (Folkpartiet) entre 1975 y 1978, ministro de trabajo y vice primer ministro de Suecia entre 1976 y 1978. Fue miembro del parlamento sueco entre 1967 y 1969 (por la provincia de Örebro, de 1969 a 1970 por el municipio de Estocolmo, y continuó integrando la legislatura desde la reforma de ese año que estableció una cámara única hasta 1978.
El 7 de noviembre de 1975, Ahlmark sucedió a Gunnar Helén como líder del Partido Popular Liberal. de 1975 a 1978. De 1976 a 1978, en el primer gobierno no socialista de Suecia en cuarenta años, Ahlmark fue ministro de Trabajo y vice primer ministro. El 7 de marzo de 1978, Ahlmark se retiró de la política del partido por motivos personales.

## Escritos y opiniones políticas
De 1997 a 2018 fue columnista de Dagens Nyheter, el mayor diario matutino sueco, y colaborador de Göteborgs-Posten. En sus escritos acusa a la izquierda política sueca de ser poco crítica con los regímenes comunistas totalitarios, especialmente después de 1968.
Cofundó el Comité Sueco contra el Antisemitismo en 1983 y fue su vicepresidente hasta 1995.
Ahlmark apoyó la invasión de Irak liderada por Estados Unidos en 2003, y fue extremadamente crítico de Hans Blix (que también es un miembro destacado del Partido Popular Liberal sueco y fue vicepresidente de Ahlmark en las Juventudes Liberales de Suecia). En un artículo publicado en The Washington Times, Ahlmark describió a Blix como políticamente "débil y fácil de engañar" y un "pelele".
En febrero de 2006, Ahlmark escribió en el Wall Street Journal que había nominado oficialmente al exsubsecretario de Estado estadounidense John Bolton y al periodista de investigación estadounidense Kenneth R. Timmerman para el Premio Nobel de la Paz. Tras calificarlos como "los buenos" por haber sacado a la luz el programa de armas nucleares de Irán y haber trabajado para reducirlo, volvió a criticar a su antiguo adjunto Hans Blix y al OIEA por haber sido "engañados durante 18 años" por Irán.